# Annual Review of Nuclear and Particle Science
Annual Review of Nuclear and Particle Science is een internationaal, aan collegiale toetsing onderworpen wetenschappelijk tijdschrift op het gebied van de kernfysica dat voornamelijk overzichtsartikelen publiceert.
Het eerste nummer verscheen in 1978.